# Coenonympha triumphans
Coenonympha triumphans är en fjärilsart som beskrevs av Hans Fruhstorfer 1910. Coenonympha triumphans ingår i släktet Coenonympha och familjen praktfjärilar. Inga underarter finns listade i Catalogue of Life.